# Miquel Calçada
Miquel Calçada (né le 13 août 1965 à Sabadell, près de Barcelone, Catalogne, Espagne) est un journaliste espagnol et un créateur d'entreprise de communications.

## Biographie
Il commence à 15 ans en participant à un programme de radio locale (Ràdio Terrassa). À 18 ans, il est la voix qui annonce le retour de la radio publique catalane (Catalunya Ràdio) après sa disparition pendant la guerre civile espagnole. Il devient alors producteur et présentateur de différents programmes de radio et télévision.
Son premier programme quotidien sur TV3 fut Mikimoto Club. Après son passage en prime-time, il prit le nom de Persones humanes et fut le premier talk show de l'histoire de la télévision en Espagne. Persones humanes fut célèbre pour son humour ironique, parfois absurde, mais toujours incisif. Toute une génération se souvient de ses monologues, ainsi que des apparitions légendaires de l'écrivain Quim Monzó.
Miquel Calçada quitte la TV pendant sept ans pendant lesquels il se consacre à ses deux stations de radio, Flaix FM et Ràdio Flaixbac, stations de radio devenues parmi les trois radiosmusicales les plus écoutées du pays.
Il reprend sa carrière télévisuelle en 2003 avec un énorme succès public et critique. Afers exteriors est une émission sociologique qui le voit voyager dans plus de 60 pays en cinq ans. Le programme parle de la vie des catalans qui vivent à l'etranger. En tant que producteur catalan, il a gagné un prix de la part de la Généralité de Catalogne pour la production d'une série de 70 épisodes portant sur les problèmes de l'environnement, El capità Enciam.
Il arrête de fumer en 2005 et il fut tant impressionné par l'expérience qu'il crée un programme spécial en deux parties : El mètode Larson. Très concerné par les sujets sociaux et historiques, il devient chroniqueur dans des journaux comme La Vanguardia ou Avui. Il est membre fondateur du Club Riva de Catalunya qui fait partie intégrante de la Riva Historical Society.

## Programmes
| En tant que journaliste radiophonique, se détachent les programmes à Catalunya Ràdio : - Catalunya DX - En pijama el cap de setmana - Mikimoto Club - Pasta gansa | À la télévision, il a présenté et dirigé plusieurs émissions : - Oh, Bongònia, TV3 (1987) - Mikimoto Club, TV3 (1989-1990) - Mikimoto Clip, La 2 (1991-1992) - Persones humanes, TV3 (1993-1996) - Solvència contrastada, TV3 (1996) - Afers exteriors, TV3 (2003-2009) - El mètode Larson, TV3 (2005) - Prohibit als tímids, TV3 (2006) |